# Firmin Flamand
Firmin Flamand was een Belgisch boogschutter. 

## Levensloop
Hij verzamelde drie olympische medailles op de Olympische Spelen van 1920 in Antwerpen. Hij behaalde individueel brons in het onderdeel 'vast vogeldoel, grote vogel' (score van 7). 
Daarnaast behaalde hij er met het Belgisch team goud in de onderdelen 'vast vogeldoel, grote vogel' (score van 31) en 'kleine vogel' (score van 25). Naast Flamand bestond het team uit Edmond Van Moer, Louis Van de Perck, Joseph Hermans, Edmond Cloetens en Auguste Van De Verre.